# Ferdinando Maria Pignatelli

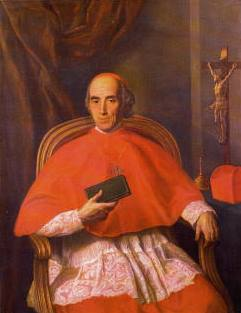
Ferdinando Maria Pignatelli als Kardinal

Kardinalswappen

Ferdinando Maria Pignatelli CRTh (* 9. Juni 1770 in Neapel; † 10. Mai 1853 in Palermo) war ein italienischer römisch-katholischer Geistlicher, Erzbischof von Palermo und Kardinal.

## Leben
Geboren als Sohn des Fürsten von Monteroduni Giovanni Pignatelli und dessen Ehefrau Lucrezia Mormile, entstammte er einer alten neapolitanischen Adelsfamilie. Er war verwandt mit Papst Innozenz XII. sowie mit den Kardinälen Francesco Pignatelli CRTh, Francesco Maria Pignatelli und Domenico Pignatelli di Belmonte CRTh.
Ferdinando Maria Pignatelli wurde Regularkanoniker der Theatiner, studierte Theologie in Genua und empfing am 25. Mai 1793 die Priesterweihe. Danach lehrte er Philosophie und Theologie an verschiedenen Ordenshäusern, zunächst in Genua, wo er Vorlesungen über die Auslegung der Heiligen Schrift hielt, später in Neapel. Während der französischen Besatzung hielt er das Leben seiner Ordensgemeinschaft unter Schwierigkeiten aufrecht und sammelte nach der Rückkehr der Bourbonen seine verstreuten Mitbrüder um sich. Am 20. Mai 1824 wurde er für den Dreijahreszeitraum 1824 bis 1827 zum Generalsuperior gewählt. In dieser Zeit arbeitete er daran, die noch verstreuten Mitglieder der Gemeinschaft zusammenzuführen und solche Ordenshäuser, die während der napoleonischen Periode beschlagnahmt worden waren, zurückzuerlangen. Mit einem Breve Papst Gregors XVI. vom 5. Februar 1836 wurde er erneut für drei Jahre (1836–1839) zum Generalsuperior ernannt.
Am 3. April 1838 trat Ferdinando Maria Pignatelli als Konsultor der Kongregation Propaganda fide in den Dienst der Kurie. König Ferdinand II. von Sizilien providierte ihn am 3. Februar 1839 zum Erzbischof von Palermo. Am 21. Februar desselben Jahres präkonisiert, spendete ihm am 1. April 1839 der Kardinalbischof von Porto e Santa Rufina Emmanuele De Gregorio die Bischofsweihe; Mitkonsekratoren waren der Lateinische Patriarch von Antiochia Antonio Luigi Piatti und Erzbischof Ignazio Giovanni Cadolini. Am 15. Februar 1839 gewährte ihm der Papst den Doktorgrad der Theologie.
Im Konsistorium vom 8. Juli 1839 nahm ihn Papst Gregor XVI. als Kardinalpriester in das Kardinalskollegium auf und übertrug ihm am 11. Juli desselben Jahres Santa Maria della Vittoria als Titelkirche. Zugleich wurde Ferdinando Maria Pignatelli den Kongregationen für die Bischöfe und Regularen, für die Residenz der Bischöfe, für die kirchliche Immunität und für die Ablässe zugeordnet. Als Kardinal nahm Ferdinando Maria Pignatelli am Konklave 1846 teil, das Papst Pius IX. wählte.
Er starb nach 14 Jahren im Bischofsamt und wurde in der Kathedrale von Palermo beigesetzt.